# دولنو اوزیرووو
دولنو اوزیرووو (به بلغاری: Dolno Ozirovo) یک منطقهٔ مسکونی در بلغارستان است که در ورشتس واقع شده‌است.